# Tulpan
Tulpan é um filme de drama cazaque de 2008 dirigido e escrito por Sergey Dvortsevoy. Foi selecionado como representante do Cazaquistão à edição do Oscar 2009, organizada pela Academia de Artes e Ciências Cinematográficas.

## Elenco
- Askhat Kuchencherekov
- Tolepbergen Baisakalov